# Arrondissement Brive-la-Gaillarde
Brive-la-Gaillarde is een arrondissement van het Franse departement Corrèze in de regio Nouvelle-Aquitaine. De onderprefectuur is Brive-la-Gaillarde.

## Kantons
Het arrondissement was tot en met 2014 samengesteld uit de volgende kantons:
- Kanton Ayen
- Kanton Beaulieu-sur-Dordogne
- Kanton Beynat
- Kanton Brive-la-Gaillarde-Centre
- Kanton Brive-la-Gaillarde-Nord-Est
- Kanton Brive-la-Gaillarde-Nord-Ouest
- Kanton Brive-la-Gaillarde-Sud-Est
- Kanton Brive-la-Gaillarde-Sud-Ouest
- Kanton Donzenac
- Kanton Juillac
- Kanton Larche
- Kanton Lubersac
- Kanton Malemort-sur-Corrèze
- Kanton Meyssac
- Kanton Vigeois

Na de herindeling van de kantons bij decreet van 24 februari 2014, met uitwerking op 22 maart 2015, zijn dat:
- Kanton Allassac
- Kanton Brive-la-Gaillarde-1
- Kanton Brive-la-Gaillarde-2
- Kanton Brive-la-Gaillarde-3
- Kanton Brive-la-Gaillarde-4
- Kanton Malemort-sur-Corrèze
- Kanton Midi Corrézien    ( deel 33/34 )
- Kanton Saint-Pantaléon-de-Larche
- Kanton Uzerche      ( deel 12/21 )
- Kanton L'Yssandonnais